# Atuatuci

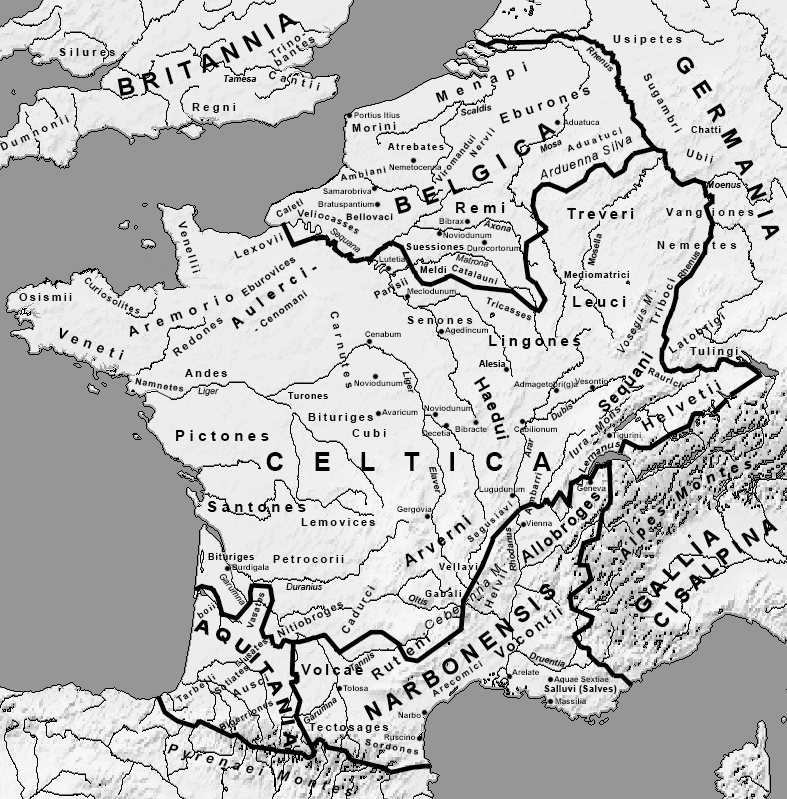
La Gallia

Gli Atuatuci (o Aduatuci) erano una tribù della Gallia Belgica.

## Storia
Secondo il De bello Gallico di Cesare, discendevano da Cimbri e Teutoni stanziatisi nel territorio a nord della Mosa (tra Namur e Liegi, compresa l'odierna regione di Limburgo) e fusisi forse con elementi celtici. Stabilitisi ad Atuatuca (l'odierna Tongeren), che prima era la capitale degli Eburoni. In seguito sarebbe stata occupata dai Tungri. Gli atuatuci furono pressoché annientati da Gaio Giulio Cesare durante le sue campagne militari alla conquista della Gallia.